# Allée Neus-Català
L'allée Neus Català est une rue des 11e et 20e arrondissements de Paris, en France.

## Situation et accès
Elle débute au rue Alexandre-Dumas et se termine rue des Vignoles. Elle se situe sur le terre-plein central du boulevard de Charonne.
Elle se situe entre l'allée Maria-Doriath et l'allée Maya-Surduts.
Ce site est desservi par la ligne 2 à la station Alexandre Dumas et la station Avron.

## Origine du nom
Elle porte le nom de la résistante, héroïne de la Guerre d'Espagne et écrivaine féministe Neus Català i Pallejà (1915-2019), née à Els Guiamets, en Catalogne.

## Historique

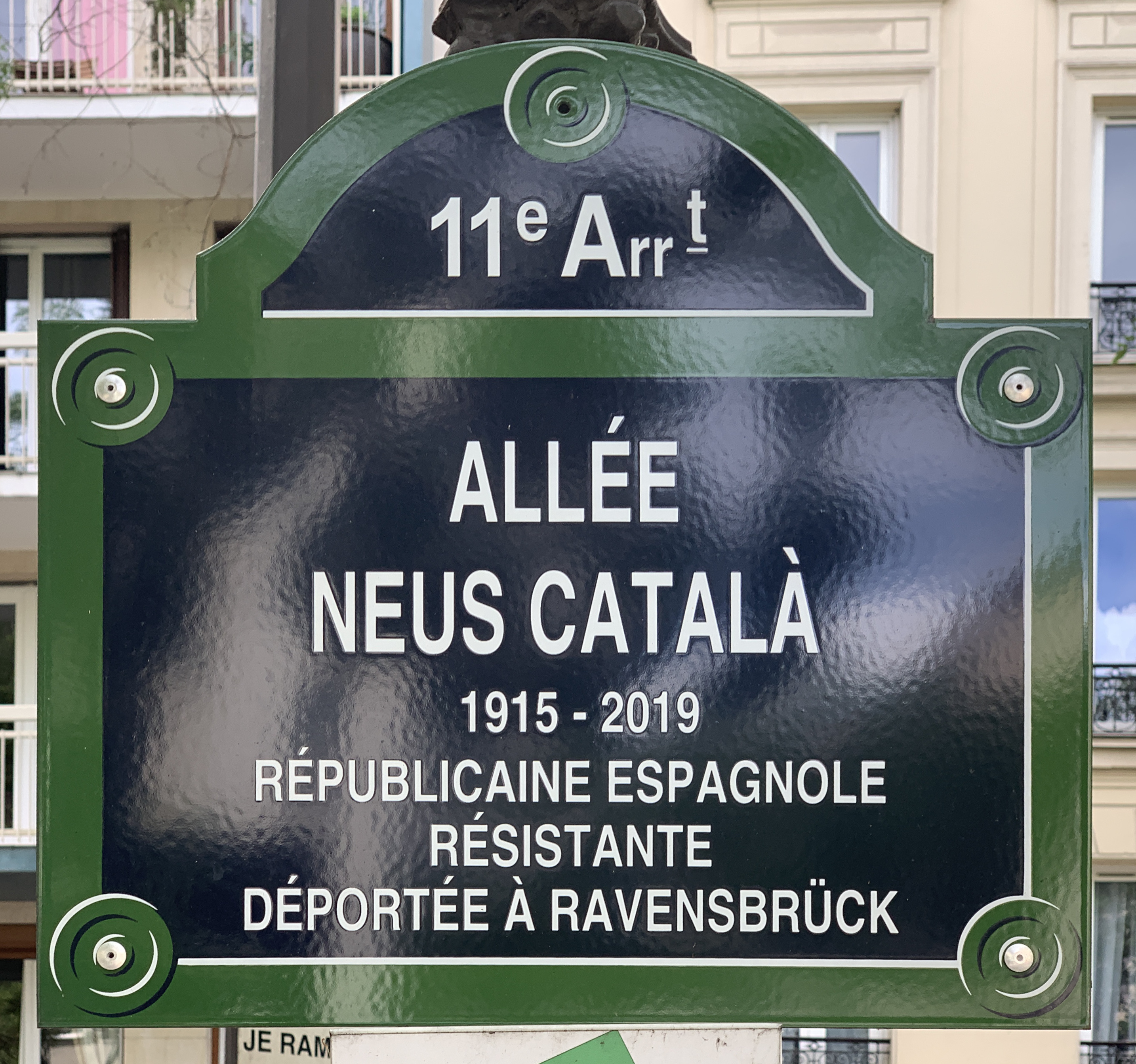
Plaque de l'allée.

Cette allée, réaménagée en rambla, prend sa dénomination actuelle en 2019 pour les 80 ans de la Retirada, l'exil républicain.
Elle est inaugurée officiellement le 4 octobre 2019.